# 24h Le Mans 1960

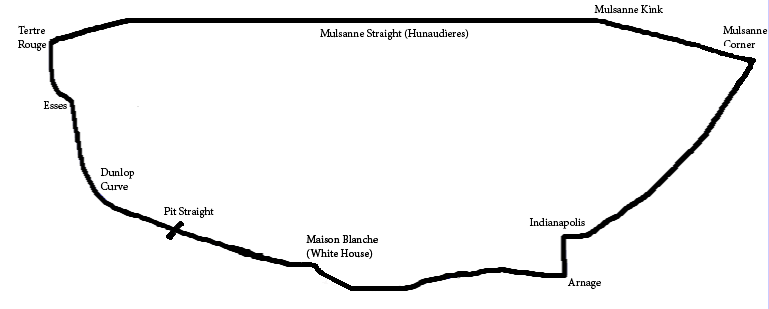
Tor Circuit de la Sarthe

24h Le Mans 1960 – 24–godzinny wyścig rozegrany na torze Circuit de la Sarthe w dniach 25–26 czerwca 1960 roku. Był piątą rundą Mistrzostw Świata Samochodów Sportowych.

## Wyniki
Źródło: experiencelemans.com
| Poz. | Klasa  | Nr | Zespół                            | Kierowcy                               | Nadwozie                     | Silnik                  | Okr. |
| ---- | ------ | -- | --------------------------------- | -------------------------------------- | ---------------------------- | ----------------------- | ---- |
| 1    | S 3.0  | 11 | Scuderia Ferrari SpA              | Paul Frère Olivier Gendebien           | Ferrari 250 TR59/60          | Ferrari 3.0L V12        | 314  |
| 2    | S 2.0  | 17 | North American Racing Team (NART) | Ricardo Rodríguez André Pilette        | Ferrari 250 TR59             | Ferrari 3.0L V12        | 310  |
| 3    | S 3.0  | 7  | Border Reivers                    | Roy Salvadori Jim Clark                | Aston Martin DBR1/300        | Aston Martin 3.0L I6    | 306  |
| 4    | GT 3.0 | 16 | Fernand Tavano                    | Fernand Tavano Pierre Dumay            | Ferrari 250 GT SWB           | Ferrari 3.0L V12        | 302  |
| 5    | GT 3.0 | 18 | North American Racing Team (NART) | George Arents Alan Connell Jr          | Ferrari 250 GT SWB           | Ferrari 3.0L V12        | 300  |
| 6    | GT 3.0 | 22 | Écurie Francorchamps              | Leon Dernier Pierre Noblet             | Ferrari 250 GT SWB           | Ferrari 3.0L V12        | 300  |
| 7    | GT 3.0 | 19 | North American Racing Team (NART) | Ed Hugus Augie Pabst                   | Ferrari 250 GT SWB           | Ferrari 3.0L V12        | 299  |
| 8    | GT 5.0 | 3  | Briggs S. Cunningham              | John Fitch Bob Grossman                | Chevrolet Corvette           | Chevrolet 4.6L V8       | 281  |
| 9    | S 3.0  | 8  | Major Ian B. Baillie              | Ian B. Baillie Jack Fairman            | Aston Martin DBR1/300        | Aston Martin 3.0L I6    | 281  |
| 10   | GT 1.6 | 35 | Porsche KG                        | Herbert Linge Heini Walter             | Porsche 356B Abarth GTL      | Porsche 1.6L Flat-4     | 269  |
| 11   | S 1.6  | 39 | Porsche KG                        | Edgar Barth Wolfgang Seidel            | Porsche 718 RS               | Porsche 1.5L Flat-4     | 264  |
| 12   | S 2.0  | 32 | Ted Lund                          | Ted Lund Colin Escott                  | MG MGA Twin Cam              | MG 1.8L I4              | 262  |
| 13   | GT 1.3 | 44 | Roger Masson                      | Roger Masson Claude Laurent            | Lotus Elite Mk14             | Coventry Climax 1.2L I4 | 261  |
| 14   | GT 1.3 | 41 | Team Elite                        | John Wagstaff Tony Marsh               | Lotus Elite Mk14             | Coventry Climax 1.2L I4 | 257  |
| 15   | S 850  | 48 | Automobiles Deutsch et Bonnet     | Paul Armagnac Gérard Laureau           | DB HBR4                      | Panhard 0.7L Flat-2     | 253  |
| 16   | S 1.0  | 46 | Donald Healey Motor Company       | John Dalton John K. Colgate Jr.        | Austin-Healey Sprite Sebring | BMC 1.0L I4             | 246  |
| 17   | S 1.0  | 47 | Automobiles Deutsch et Bonnet     | Pierre Lelong Maurice van der Bruwaene | DB HBR 5                     | Panhard 0.9L Flat-2     | 244  |
| 18   | S 850  | 54 | Ed Hugus                          | John Bentley John S. Gordon            | O.S.C.A. Sport 750           | O.S.C.A. 0.7L I4        | 237  |
| 19   | S 1.0  | 56 | Automobiles Deutsch et Bonnet     | Robert Bourharde Jean-François Jaeger  | DB „Vitrine” Coupé           | Panhard 0.9L Flat-2     | 228  |
| 20   | S 1.0  | 52 | Automobiles Deutsch et Bonnet     | René Bartholoni Bernard de Saint Auban | DB HBR4 Coupé                | Panhard 0.9L Flat-2     | 223  |

## Nie sklasyfikowani
| Poz. | Klasa  | Nr | Zespół              | Kierowcy                       | Nadwozie           | Silnik            | Okr. |
| ---- | ------ | -- | ------------------- | ------------------------------ | ------------------ | ----------------- | ---- |
| 21   | GT 5.0 | 4  | Camoradi USA\|49}   | Leon Lilley Fred Gamble        | Chevrolet Corvette | Chevrolet 4.6L V8 | 275  |
| 22   | S 2.0  | 28 | Standard Triumph    | Keith Ballisat Marcel Becquart | Triumph TR4S       | Triumph 2.0L I4   | 256  |
| 23   | S 2.0  | 59 | Standard Triumph    | Les Leston Mike Rotschild      | Triumph TR4S       | Triumph 2.0L I4   | 252  |
| 24   | S 2.0  | 29 | Standard Triumph    | Peter Bolton Ninian Sanderson  | Triumph TR4S       | Triumph 2.0L I4   | 249  |
| 25   | GT 2.0 | 30 | Ecurie Laussannoise | André Wicky Georges Gachnang   | AC Ace             | Bristol 2.0L I6   | 239  |

## Nie ukończył
| Poz. | Klasa  | Nr | Zespół                            | Kierowcy                              | Nadwozie                             | Silnik                  | Okr. |
| ---- | ------ | -- | --------------------------------- | ------------------------------------- | ------------------------------------ | ----------------------- | ---- |
| 26   | GT 3.0 | 20 | North American Racing Team (NART) | Jo Schlesser William Sturgis          | Ferrari 250 GT SWB California        | Ferrari 3.0L V12        | 258  |
| 27   | GT 3.0 | 15 | A.G. Whitehead                    | Graham Whitehead Henry Taylor         | Ferrari 250 GT SWB                   | Ferrari 3.0L V12        | 258  |
| 28   | GT 5.0 | 2  | Briggs S. Cunningham              | Richard Thompson Fred Windridge       | Chevrolet Corvette                   | Chevrolet 4.6L V8       | 207  |
| 29   | S 3.0  | 10 | Scuderia Ferrari SpA              | Willy Mairesse Richie Ginther         | Ferrari 250 TR/60                    | Ferrari 3.0L V12        | 204  |
| 30   | S 2.0  | 33 | Porsche KG                        | Jo Bonnier Graham Hill                | Porsche 718/4 RS                     | Porsche 1.6L Flat-4     | 191  |
| 31   | S 1.6  | 38 | Baron Carel Godin de Beaufort     | Carel Godin de Beaufort Richard Stoop | Porsche 718/4 RS                     | Porsche 1.6L Flat-4     | 180  |
| 32   | S 850  | 50 | Abarth & Cie                      | Paul Condriller Jean Guichet          | Fiat-Abarth 850S Bialbero            | Fiat 0.8L I4            | 174  |
| 33   | GT 1.3 | 43 | Sir Gawaine Baillie               | Mike Parkes Sir Gawaine Baillie       | Lotus Elite Mk14                     | Coventry Climax 1.2L I4 | 169  |
| 34   | S 3.0  | 5  | Ecurie Ecosse                     | Ron Flockhart Bruce Halford           | Jaguar D-Type                        | Jaguar 3.0L I6          | 168  |
| 35   | GT 1.3 | 42 | Team Elite                        | David Buxton William E.J. Allen       | Lotus Elite Mk14                     | Coventry Climax 1.2L I4 | 157  |
| 36   | S 1.15 | 45 | Lola Cars Ltd. Charles Vögele     | Charles Vögele Peter Ashdown          | Lola Mk.1                            | Coventry Climax 1.1L I4 | 148  |
| 37   | GT 2.0 | 57 | Jean Rambaux                      | Jean Rambaux Pierre Boutin            | AC Ace                               | Bristol 2.0L I6         | 130  |
| 38   | S 850  | 55 | Automobili Stanguellini           | Raymond Quilico Carlos Manuel Reis    | Stanguellini 740 Bialbero            | Stanguellini 0.7L I4    | 103  |
| 39   | S 1.15 | 40 | Squadra Vigilio Conrero           | Bernard Costen Francesco de Leonibus  | Alfa Romeo Giulietta SV Conrero 1150 | Alfa Romeo 1.1L I4      | 96   |
| 40   | S 3.0  | 25 | Camoradi USA\|49}                 | Lloyd Casner Jim Jeffords             | Maserati Tipo 61 „Birdcage"          | Maserati 2.9L I4        | 95   |
| 41   | S 1.6  | 36 | Jean Kerguen                      | Jean Kerguen Robert La Caze           | Porsche 718/4 RS                     | Porsche 1.6L Flat-4     | 92   |
| 42   | GT 3.0 | 23 | J.C. Sears / BMC                  | Jack Sears Peter Riley                | Austin-Healey 3000                   | BMC 2.9L I6             | 89   |
| 43   | S 3.0  | 6  | Briggs S. Cunningham              | Dan Gurney Walt Hansgen               | Jaguar D-Type 2A                     | Jaguar 3.0L I6          | 89   |
| 44   | S 850  | 49 | Abarth & Cie                      | Jacques Féret Tony Spychiger          | Fiat-Abarth 850S Bialbero            | Fiat 0.8L I4            | 86   |
| 45   | S 3.0  | 24 | Camoradi USA\|49}                 | Chuck Daigh Masten Gregory            | Maserati Tipo 61 „Birdcage"          | Maserati 2.9L I4        | 82   |
| 46   | S 850  | 53 | Automobiles O.S.C.A.              | Jean Laroche André Simon              | O.S.C.A. Sport 750                   | O.S.C.A. 0.7L I4        | 66   |
| 47   | GT 1.3 | 63 | Giorgio Ubezzi                    | Giorgio Ubezzi José Rosinski          | Alfa Romeo Giulietta SZ              | Alfa Romeo 1.3L I4      | 61   |
| 48   | S 2.0  | 34 | Porsche KG                        | Maurice Trintignant Hans Herrmann     | Porsche 718/4                        | Porsche 1.6L Flat-4     | 57   |
| 49   | GT 5.0 | 1  | Briggs S. Cunningham              | Briggs Cunningham William Kimberley   | Chevrolet Corvette                   | Chevrolet 4.6L V8       | 38   |
| 50   | S 850  | 60 | Abarth & Cie                      | Giancarlo Rigamonti Remo Cattini      | Fiat-Abarth 700S                     | Fiat 0.7L I4            | 31   |
| 51   | S 850  | 51 | Automobiles Deutsch et Bonnet     | Jean-Claude Vidilles Jean Vinatier    | DB HBR4                              | Panhard 0.7L Flat-2     | 30   |
| 52   | GT 3.0 | 21 | Equipe Nationale Belge            | Jean Blaton Lucien Bianchi            | Ferrari 250 GT SWB                   | Ferrari 3.0L V12        | 29   |
| 53   | S 3.0  | 26 | Camoradi USA\|49}                 | Giorgio Scarlatti Gino Munaron        | Maserati Tipo 61 Longtail            | Maserati 2.9L I4        | 22   |
| 54   | S 3.0  | 12 | Scuderia Ferrari SpA              | Ludovico Scarfiotti Pedro Rodríguez   | Ferrari 250 TRI/60                   | Ferrari 3.0L V12        | 22   |
| 55   | S 3.0  | 9  | Scuderia Ferrari SpA              | Wolfgang von Trips Phil Hill          | Ferrari 250 TR59/60                  | Ferrari 3.0L V12        | 22   |